# O Meu Amor
"O Meu Amor" é uma canção escrita por Chico Buarque para a sua peça A Ópera do Malandro de 1978. A canção é um dueto cantado pelas personagens Teresinha (interpretada por Marieta Severo) e Lúcia (interpretada por Elba Ramalho). A interpretação da dupla foi gravada também para o álbum de Chico Buarque daquele ano, lançado no mês de novembro, tornando-a a primeira canção de sucesso de Elba Ramalho, que tornou-se, desde então, também cantora. O compositor também ofereceu a canção para a cantora Maria Bethânia, que a gravou com a cantora Alcione, e no mês seguinte a incluiu no seu álbum Álibi, um dos maiores sucessos de sua carreira discográfica. Em 1999, Chico Buarque adicionou a canção ao seu show, e este foi lançado em DVD.

## Canção
"O Meu Amor" é um bolero com uma letra com conteúdo sensual, em que duas mulheres competem o amor de um mesmo homem, argumentando os prazeres que ele as dá. Foi feita especialmente para a peça "A Ópera do Malandro", tendo de ser cantada pelas personagens Teresinha e Lúcia. Por causa da censura da época do Regime militar no Brasil (1964 – 1985), o compositor teve que alterar versos da canção para que essa pudesse ser lançada. Os versos, por exemplo, "de me beijar o sexo / e o mundo sai rodando / e tudo vai ficando / solto e desconexo" cantados por Teresinha, foram substituídos por "de me deixar em brasa / desfruta do meu corpo / como se o meu corpo / fosse a sua casa".

## Elba Ramalho e Marieta Severo
Em junho de 1978 estreou a peça "A Ópera do Malandro" no Rio de Janeiro. A atriz Marieta Severo, na época casada com Chico Buarque, interpretava Teresinha, enquanto Elba Ramalho interpretava a prostituta Lúcia. O sucesso da peça e da performance das duas atrizes na canção foi imediato, tendo elas ganhado um prêmios pela interpretação.
A interpretação da dupla foi gravada e adicionada no álbum de Chico Buarque, lançado em novembro daquele ano. No ano seguinte, a gravação entrou no álbum da trilha sonora da peça."O Meu Amor" impulsionou a carreira de Elba Ramalho, que assinou contrato com a gravadora CBS, lançando seu primeiro álbum em 1979, e passando então a dedicar-se a música.
"Tenho muitas lembranças e todas elas boas, porque fazer a peça foi um momento muito marcante para mim. A atuação no espetáculo foi um divisor de águas na minha carreira, porque foi ali que cheguei no limite de decidir trilhar um novo caminho, motivada pela aproximação com Chico Buarque, pela minha estreia como cantora no disco dele cantando O Meu Amor, e como consequência da minha atuação com Marieta Severo. Até hoje, canto 'O Meu Amor' nos shows e o filme [de Ruy Guerra] que veio depois da peça também foi marcante". (Elba Ramalho)

## Maria Bethânia e Alcione
Na época, Chico Buarque entregou a canção à Maria Bethânia, cantora que tem uma grande admiração recíproca por ele e que ele achava que poderia gravá-la muito bem. Bethânia já gravava canções de Chico desde o início da década de 1970, e em 1977, gravou com sucesso, no álbum Pássaro da Manhã, a faixa "Teresinha", também do repertório da peça "A Ópera do Malandro".
Chico disse a Bethânia que gostaria que ela  gravasse "O Meu Amor" com Gal Costa. Escutando a canção, a cantora falou a Chico que seria forçado demais para duas cantoras baianas famosas e que a voz da amiga Gal poderia parecer suave demais para interpretar um personagem tão forte, principalmente no refrão, quando as duas personagens cantam juntas. Ficou decidido que Bethânia encontraria outra cantora. Bethânia foi, então, ver pela primeira vez a cantora Alcione cantar ao vivo em um show e encantou-se com o potencial vocal da maranhense, decidindo convidá-la para a sua gravação, tendo Chico adorado a ideia. 
Gal Costa acabou gravando outro dueto no álbum de Bethânia: o sucesso "Sonho Meu" de Délcio Carvalho e Dona Ivone Lara. Segundo Bethânia, seria óbvia uma gravação de um samba com Alcione e uma música de Chico com Gal, por essa razão também, decidiu fazer o contrário. Alcione comentou: "Quando eu recebi o convite de Bethânia para gravar, fiquei bestinha, por partir de quem partiu e pela música que é tudo, até hoje". Então, em dezembro do mesmo ano, o álbum de Bethânia foi lançado, tendo o nome Álibi. O álbum foi o primeiro disco de uma cantora brasileira a ultrapassar a marca de 1 milhão de cópias, tornando-se um marco na carreira de Bethânia e transformando todas as onze canções do repertório em sucessos. No álbum foram lançadas também mais duas canções compostas por Chico Buarque: "De Todas as Maneiras", batizada por Bethânia e a polêmica "Cálice" (composta junto com Gilberto Gil).
A versão de Maria Bethânia e de Alcione é mais suave e mais de estilo bolero. Como outras canções desse período na carreira de Bethânia, ela é bastante sensual, ou mesmo erótica. Embora a letra da canção seja totalmente heterossexual, por causa da gravação, na época houve a crença de que as duas cantoras estavam tendo um caso.
Em 2003 Alcione convidou Maria Bethânia para participar da gravação do seu DVD Alcione ao vivo 2. Nele, as duas aparecem em estúdio cantando "Ternura Antiga" de Dolores Duran e Ribamar. No final do dueto as duas relembram o sucesso de "O Meu Amor" cantando um trecho da canção. A gravação é comentada por elas no vídeo, assim como amizade delas e o fato de gostarem de trabalhar juntas. Em 2006 Maria Bethânia canta novamente a canção no seu documentário Música é Perfume, lançado pela Biscoito Fino.